# Campeonato Descentralizado 1972
El Campeonato Descentralizado de fútbol profesional del Perú de 1972 tuvo la participación de 16 equipos. El torneo se desarrolló en tres etapas distintas: el Torneo Preliminar que clasificó a dos clubes a una Liguilla por el título, el Torneo Descentralizado que clasificó a cuatro equipos más a la Liguilla, y la Liguilla final en que los seis clasificados definían al campeón nacional en una última rueda de encuentros.
Sporting Cristal fue el ganador del certamen tras obtener la mayor puntuación en la Liguilla por el título; por otro lado, Carlos A. Mannucci y Defensor Arica perdieron la categoría tras obtener los menores puntajes del Descentralizado.
El balón oficial fue el Adidas Telstar (n.º 607).
El goleador del torneo fue Francisco Gonzales, centro delantero que consiguió 20 goles jugando por el Defensor Lima.

## Ascensos y descensos
| Posición | Ascendidos de la Segunda División y Copa Perú |
| -------- | --------------------------------------------- |
| 1º       | Deportivo Sima (Segunda División 1971)        |
| 1º       | Atlético Grau (Copa Perú 1972)                |
| 2º       | León de Huánuco (Copa Perú 1972)              |

| Posición | Descendidos del Descentralizado 1971 |
| -------- | ------------------------------------ |
| 14º      | Atlético Deportivo Olímpico          |
| 15º      | Octavio Espinosa                     |
| 16º      | Porvenir Miraflores                  |

## Equipos participantes
| Club                | Ciudad   | Entrenador           |
| ------------------- | -------- | -------------------- |
| Alianza Lima        | Lima     | Dan Georgiadis       |
| Atlético Grau       | Piura    | Pedro Valdivieso     |
| Atlético Torino     | Talara   | Juan Seminario       |
| Carlos A. Mannucci  | Trujillo | Óscar Montalvo       |
| Defensor Arica      | Lima     | Daniel Ruiz          |
| Defensor Lima       | Lima     | Roque Gastón Máspoli |
| Deportivo Municipal | Lima     | Roberto Drago        |
| Deportivo Sima      | Callao   | José Chiarella       |
| José Gálvez         | Chimbote | Miguel Ortega        |
| Juan Aurich         | Chiclayo | Juan Honores         |
| León de Huánuco     | Huánuco  | César Cubilla        |
| Melgar              | Arequipa | Norberto Fernández   |
| Sport Boys          | Callao   | Juan Eduardo Hohberg |
| Sporting Cristal    | Lima     | Marcos Calderón      |
| Unión Tumán         | Tumán    | Sabino Bártoli       |
| Universitario       | Lima     | Roberto Scarone      |

### Distribución geográfica
| Departamento | Equipos                                                                                                  |
| ------------ | --- |
| Lima         | Alianza Lima Defensor Arica Defensor Lima Deportivo Municipal Sporting Cristal Universitario de Deportes |
| Callao       | Deportivo Sima Sport Boys                                                                                |
| Lambayeque   | Juan Aurich Unión Tumán                                                                                  |
| Piura        | Atlético Grau Atlético Torino                                                                            |
| Áncash       | José Gálvez                                                                                              |
| Arequipa     | FBC Melgar                                                                                               |
| Huánuco      | León de Huánuco                                                                                          |
| La Libertad  | Carlos A. Mannucci                                                                                       |

| Atlético Grau Atlético Torino Juan Aurich Unión Tumán Carlos A. Mannucci León de Huánuco José Gálvez FBC Melgar Alianza Lima Defensor Arica Defensor Lima Dep. Municipal Sima Boys Sporting Cristal Universitario |

## Torneo Preliminar
En esta etapa se dividió a los equipos en dos zonas: los que pertenecían a Lima Metropolitana y los que jugaban en provincias del Perú. Los ganadores de ambas zonas clasificaban a la Liguilla.

### Zona Metropolitana
Fue disputado por los ocho equipos de Lima Metropolitana que pertenecían a la Primera División del Perú, el campeón fue Sporting Cristal, obteniendo así la clasificación a la Liguilla que se disputaría luego del Descentralizado.

| Pos. | Equipos             | PJ | PG | PE | PP | GF | GC | Dif. | Pts |
| ---- | ------------------- | -- | -- | -- | -- | -- | -- | ---- | --- |
| 1    | Sporting Cristal    | 14 | 8  | 4  | 2  | 21 | 13 | +8   | 20  |
| 2    | Defensor Lima       | 14 | 8  | 3  | 3  | 28 | 16 | +12  | 19  |
| 3    | Sport Boys          | 14 | 4  | 7  | 3  | 28 | 22 | +6   | 15  |
| 4    | Deportivo Municipal | 14 | 5  | 4  | 5  | 19 | 18 | +1   | 14  |
| 5    | Universitario       | 14 | 4  | 5  | 5  | 17 | 17 | 0    | 13  |
| 6    | Alianza Lima        | 14 | 5  | 2  | 7  | 18 | 28 | -10  | 12  |
| 7    | Defensor Arica      | 14 | 2  | 6  | 6  | 16 | 25 | -9   | 10  |
| 8    | Deportivo SIMA      | 14 | 2  | 5  | 7  | 16 | 24 | -8   | 9   |

|  | Clasificado a la Liguilla Final 1972 |

### Zona Regional
Fue disputado por los ocho equipos provincianos que pertenecían a la Primera División del Perú. Los clubes Unión Tumán y José Gálvez definieron al campeón en un partido extra tras empatar en puntaje, el ganador del encuentro fue el Gálvez que clasificó así a la Liguilla.

| Pos. | Equipos         | PJ | PG | PE | PP | GF | GC | Dif. | Pts |
| ---- | --------------- | -- | -- | -- | -- | -- | -- | ---- | --- |
| 1    | Unión Tumán     | 14 | 7  | 6  | 1  | 23 | 13 | +10  | 20  |
| 2    | José Gálvez     | 14 | 8  | 4  | 2  | 18 | 11 | +7   | 20  |
| 3    | Atlético Torino | 14 | 6  | 5  | 3  | 19 | 13 | +6   | 17  |
| 4    | FBC Melgar      | 14 | 6  | 3  | 5  | 23 | 18 | +5   | 15  |
| 5    | Juan Aurich     | 14 | 4  | 7  | 3  | 26 | 23 | +3   | 15  |
| 6    | Atlético Grau   | 14 | 4  | 3  | 7  | 24 | 24 | 0    | 11  |
| 7    | Carlos Mannucci | 14 | 3  | 2  | 9  | 13 | 29 | -16  | 8   |
| 8    | León de Huánuco | 14 | 2  | 2  | 10 | 12 | 27 | -15  | 6   |

|  | Desempate y Ganador a Liguilla Final 1972 |

#### Desempate Torneo Regional
| 3 de agosto, 20:00 | José Gálvez  | 1:0 (0:0) | Unión Tumán | Estadio Nacional, Lima                                   |                                                          |
|                    | Portilla 69' | Reporte   |             | Asistencia: 23,509 espectadores Árbitro(s): César Orozco | Asistencia: 23,509 espectadores Árbitro(s): César Orozco |

- Como Campeón Regional, José Gálvez clasifica a la Liguilla Final 1972.

## Torneo Descentralizado
Fue disputado por los dieciséis equipos de la Primera División del Perú bajo el sistema de todos contra todos en partidos de ida y vuelta. Los cuatro equipos mejor ubicados al término del torneo, accedían a la Liguilla Final 1972.

| Pos. | Equipos             | PJ | PG | PE | PP | GF | GC | Dif. | Pts |
| ---- | ------------------- | -- | -- | -- | -- | -- | -- | ---- | --- |
| 1    | Alianza Lima        | 30 | 17 | 7  | 6  | 55 | 26 | +29  | 41  |
| 2    | Defensor Lima       | 30 | 16 | 8  | 6  | 60 | 35 | +25  | 40  |
| 3    | Deportivo Municipal | 30 | 16 | 8  | 6  | 45 | 30 | +15  | 40  |
| 4    | Universitario       | 30 | 12 | 11 | 7  | 61 | 34 | +27  | 35  |
| 5    | Juan Aurich         | 30 | 15 | 5  | 10 | 55 | 44 | +11  | 35  |
| 6    | Sporting Cristal    | 30 | 11 | 10 | 9  | 41 | 34 | +7   | 32  |
| 7    | Atlético Grau       | 30 | 11 | 7  | 12 | 38 | 47 | -9   | 31  |
| 8    | José Gálvez         | 30 | 8  | 12 | 10 | 32 | 34 | -2   | 28  |
| 9    | Deportivo Sima      | 30 | 6  | 16 | 8  | 33 | 37 | -4   | 28  |
| 10   | FBC Melgar          | 30 | 12 | 3  | 15 | 38 | 43 | -5   | 27  |
| 11   | Atlético Torino     | 30 | 10 | 7  | 13 | 35 | 47 | -12  | 27  |
| 12   | Unión Tumán         | 30 | 8  | 10 | 12 | 40 | 41 | -1   | 26  |
| 13   | Sport Boys          | 30 | 9  | 8  | 13 | 38 | 45 | -7   | 26  |
| 14   | León de Huánuco     | 30 | 7  | 12 | 11 | 33 | 47 | -14  | 26  |
| 15   | Carlos Mannucci     | 30 | 7  | 10 | 13 | 30 | 53 | -23  | 24  |
| 16   | Defensor Arica      | 30 | 4  | 8  | 18 | 24 | 61 | -37  | 16  |

|  | Clasificados a la Liguilla Final 1972                                |
|  | Descendidos 15° a la Copa Perú 1973 y 16° a la Segunda División 1973 |

## Liguilla Final
La Liguilla fue disputada por el campeón del Metropolitano (Sporting Cristal), el campeón del Regional (José Gálvez) y los cuatro primeros puestos del Torneo Descentralizado (Alianza Lima, Deportivo Municipal, Defensor Lima y Universitario). Los equipos no conservaron los puntos de las etapas previas. Todos los encuentros se disputaron en el Estadio Nacional del Perú.
El ganador de la liguilla y por ende el campeón nacional fue Sporting Cristal, luego de ganar tres encuentros y empatar dos, anotó seis goles y recibió solo tres. El último encuentro lo disputó ante el Defensor Lima y el resultado fue un empate 1-1 con goles de José del Castillo para Cristal y de Enrique Casaretto para el Defensor.

| Pos. | Equipos              | Pts | PJ | PG | PE | PP | GF | GC | Dif. |
| ---- | -------------------- | --- | -- | -- | -- | -- | -- | -- | ---- |
| 1    | Sporting Cristal (C) | 8   | 5  | 3  | 2  | 0  | 6  | 3  | +3   |
| 2    | Universitario        | 7   | 5  | 2  | 3  | 0  | 10 | 7  | +3   |
| 3    | Deportivo Municipal  | 5   | 5  | 1  | 3  | 1  | 8  | 7  | +1   |
| 4    | José Gálvez          | 4   | 5  | 0  | 4  | 1  | 5  | 6  | -1   |
| 5    | Alianza Lima         | 3   | 5  | 0  | 3  | 2  | 4  | 7  | -3   |
| 6    | Defensor Lima        | 3   | 5  | 0  | 3  | 2  | 3  | 6  | -3   |

|  | Campeón y clasifica a la Copa Libertadores 1973 |
|  | Clasificado a la Copa Libertadores 1973         |

|                             |
| Campeón                     |
| Sporting Cristal 4.º título |

### Resultados
| Fecha 1 (19, 20, 21 de diciembre) | Fecha 1 (19, 20, 21 de diciembre) | Fecha 1 (19, 20, 21 de diciembre) |
| Equipo Local                      | Resultado                         | Equipo Visitante                  |
| --------------------------------- | --------------------------------- | --------------------------------- |
| Sporting Cristal                  | 2 - 1                             | Deportivo Municipal               |
| Universitario                     | 2 - 1                             | Defensor Lima                     |
| Alianza Lima                      | 1 - 1                             | José Gálvez FBC                   |

| Fecha 2 (22, 23 de diciembre) | Fecha 2 (22, 23 de diciembre) | Fecha 2 (22, 23 de diciembre) |
| Equipo Local                  | Resultado                     | Equipo Visitante              |
| ----------------------------- | ----------------------------- | ----------------------------- |
| Universitario                 | 1 - 1                         | Sporting Cristal              |
| José Gálvez FBC               | 1 - 1                         | Deportivo Municipal           |
| Defensor Lima                 | 0 - 0                         | Alianza Lima                  |

| Fecha 3 (26, 27 de diciembre) | Fecha 3 (26, 27 de diciembre) | Fecha 3 (26, 27 de diciembre) |
| Equipo Local                  | Resultado                     | Equipo Visitante              |
| ----------------------------- | ----------------------------- | ----------------------------- |
| Alianza Lima                  | 0 - 1                         | Sporting Cristal              |
| José Gálvez FBC               | 1 - 1                         | Defensor Lima                 |
| Deportivo Municipal           | 2 - 2                         | Universitario                 |

| Fecha 4 (30, 31 de diciembre) | Fecha 4 (30, 31 de diciembre) | Fecha 4 (30, 31 de diciembre) |
| Equipo Local                  | Resultado                     | Equipo Visitante              |
| ----------------------------- | ----------------------------- | ----------------------------- |
| Defensor Lima                 | 0 - 2                         | Deportivo Municipal           |
| Sporting Cristal              | 1 - 0                         | José Gálvez FBC               |
| Alianza Lima                  | 1 - 3                         | Universitario                 |

| Fecha 5 (3, 4 de enero de 1973) | Fecha 5 (3, 4 de enero de 1973) | Fecha 5 (3, 4 de enero de 1973) |
| Equipo Local                    | Resultado                       | Equipo Visitante                |
| ------------------------------- | ------------------------------- | ------------------------------- |
| Deportivo Municipal             | 2 - 2                           | Alianza Lima                    |
| Universitario                   | 2 - 2                           | José Gálvez FBC                 |
| Sporting Cristal                | 1 - 1                           | Defensor Lima                   |

## Goleadores
| Jugador   | Jugador            | Goles | Equipo                    |
| --------- | ------------------ | ----- | ------------------------- |
| Peruano   | Francisco Gonzales | 20    | Defensor Lima             |
| Brasileño | Vinha de Souza     | 20    | Sporting Cristal          |
| Uruguayo  | Walter Sossa       | 18    | Sport Boys                |
| Peruano   | Manuel Mellán      | 16    | Deportivo Municipal       |
| Peruano   | Juan Rivero        | 15    | Alianza Lima              |
| Peruano   | Oswaldo Ramírez    | 15    | Universitario de Deportes |
| Argentino | Fernando Bastidas  | 15    | FBC Melgar                |
| Peruano   | Teófilo Cubillas   | 14    | Alianza Lima              |
| Peruano   | Hugo Sotil         | 14    | Deportivo Municipal       |
| Peruano   | Enrique Cassaretto | 13    | Defensor Lima             |
| Peruano   | Andrés Zegarra     | 12    | Juan Aurich               |
| Peruano   | Percy Rojas        | 11    | Universitario de Deportes |
| Peruano   | Víctor Zegarra     | 11    | Alianza Lima              |
| Peruano   | José del Castillo  | 11    | Sporting Cristal          |
| Argentino | Miguel Ángel Tojo  | 11    | Defensor Lima             |
| Peruano   | Héctor Bailetti    | 10    | Universitario de Deportes |
| Argentino | Omar Pietrone      | 10    | Deportivo Municipal       |

## Reconocimientos

### Premios anuales
| Premio                     | Ganador                                         |
| -------------------------- | ----------------------------------------------- |
| Mejor Equipo               | Sporting Cristal                                |
| Bota de Oro                | Teófilo Cubillas (Alianza Lima)                 |
| Entrenador del año         | Marcos Calderón (Sporting Cristal)              |
| Portero del año            | Carlos Salinas (Alianza Lima)                   |
| Jugador extranjero del año | Vinha de Souza (Sporting Cristal)               |
| Jugador joven del año      | Juan Carlos Oblitas (Universitario de Deportes) |
| Jugador veterano del año   | Víctor Zegarra (Alianza Lima)                   |
| Jugador revelación         | Francisco Gonzales (Defensor Lima)              |
| Jugador decepción          | Miguel Ángel Converti (Defensor Lima)           |